# ویلهم لایشوم
ویلهم لایشوم (آلمانی: Wilhelm Leichum; ۱۲ مهٔ ۱۹۱۱ – ۱۹ ژوئیهٔ ۱۹۴۱) دونده سرعت اهل آلمان بود.